# Brownington (Vermont)
Pour les articles homonymes, voir Brownington.
Brownington est une ville américaine située dans le Comté d'Orleans, dans le Vermont. Selon le recensement de 2020, sa population est de 1 042 habitants.